# Skrei
|  | Sammenskrivningsforslag Artiklen Skrei er foreslået føjet ind i Torsk. (Siden november 2024) Diskutér forslaget |

Skrei er torsk (Gadus morhua), som hver vinter og forår foretager gydevandringer i den nordlige del af norske farvande. Hver vinter, normalt omkring januar, svømmer torsk omkring 1000 km ned til kysten i det nordlige Norge for at gyde. Den er kun tilgængelig i vintermånederne, hvor den er bæredygtigt fanget af dedikerede lokale fiskere.
Ernæringsoplysninger
Skrei er måske det sundeste og magreste protein, du kan spise. Den er rig på protein, vitamin A, D og B12, selen, antioxidanter og Omega-3. En portion Skrei til aftensmaden dækker dit daglige behov for Omega-3.
Fangstområde
Skrei fiskes ud for Finnmarks kyst ned langs kysten til gydepladserne ud for Vesterålen og Lofotenøerne.
Sæson
Skrei er i sæson fra januar til april.
Der findes forskellige typer torsk i de norske farvande. Udover Skreien finder man en del kysttorsk i norske farvande, som lever mere stationært langs kysten og derfor er mindre i størrelse. Skrei er dog den magreste, mest muskuløse og måske den bedst smagende torsk i verden.
Historien om vinter fiskeriet efter Skrei begyndte tilbage i begyndelsen af 900-tallet. Siden da har denne norske arktiske torsk haft en lang og stolt tradition i Norges handel og er en af Norges vigtigste fiskearter. Skrei er også udgangspunktet for at lave tørfisk og klipfisk.
Skrei fiskeri involverede normalt en række mindre robåde, der var ejet og drevet af lokale. Fra at bruge net og liner på mere primitive både, har besætninger gradvist gået over til motoriserede fiskerbåde med innovativt udstyr. Dette har ført til store fremskridt i industrien og mere effektive Skrei fiskemetoder i dag. Retningslinjerne for fiskeriet sikrer kvalitet og skånsom håndtering af Skrei ombord på fiskebådene, ved landingsanlæg og under transport til markederne.
Skrei er en fisk med en unik historie, som udelukkende fanges i Norge. Denne hvide fisk med et fast og snehvidt kød flager let og smager lækkert. Det er alle de kvaliteter, der har gjort Skrei til en meget eftertragtet delikatesse i århundreder, både i Norge og internationalt.
Størrelse
Skrei kan blive meget stor og kan veje op til 55 kilo og mål hele 180 centimeter.